# Mèo lông ngắn Colorpoint

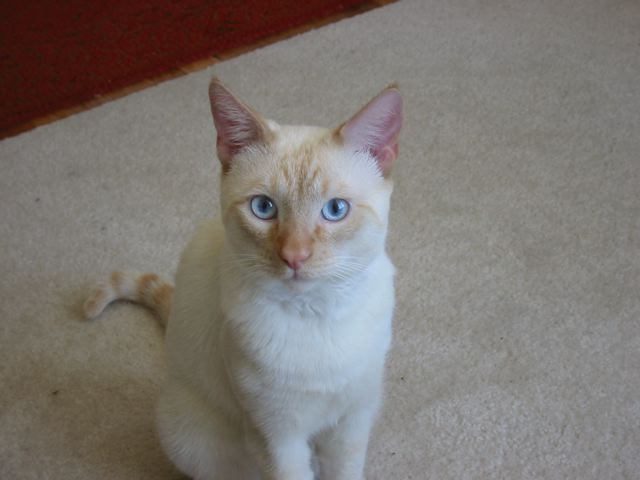
Con mèo Xiêm có đốm đỏ một năm tuổi.

Mèo lông ngắn Colorpoint là một loạt nhiều giống mèo nhà khác nhau. Tùy thuộc vào việc đăng ký cho mèo, chúng có thể được coi là một giống mèo riêng biệt,hoặc thường là một biến thể của một giống mèo có sẵn, nếu được chấp nhận. Những con mèo này được phân biệt bởi sự gióng nhau của chúng với hàng loạt mười sáu điểm màu khác nhau, không nằm trong bốn màu của Mèo Xiêm theo tiêu chuẩn. Sự đa dạng ban đầu được tạo ra bằng cách lai giống Mèo Xiêm với Mèo lông ngắn Hoa Kỳ, tuy cách lai này đã tạo ra Mèo lông ngắn phương Đông, nhưng phép lai này cũng tạo ra kết quả khác, chính là Mèo lông ngắn Colorpoint.

## Tính cách
Mèo lông ngắn Colorpoint là một giống mèo rất thông minh, vui tươi và thân thiện với mọi người. Chúng cực kỳ trìu mến, cởi mở và tận hưởng việc thư giãn xung quanh và khi vui đùa với mọi người. Cũng chính vì sở hữu tính cách đó, chúng được xem là một loại mèo "hướng ngoại". Mèo lông ngắn Colorpoint cũng có thể rất nhạy cảm với việc hay sợ, không thích nghi tốt với những thay đổi của môi trường hoặc người lạ. Giống như Mèo Xiêm, chúng có thể phát ra âm thanh lớn nhằm đòi hỏi sự chú ý và cảm thấy cần thiết đồng hành cùng con người. Chúng có hơn 100 âm thanh khác nhau, nhiều hơn so với những giống mèo thông thường, làm cho những tiếng kêu "meo meo" của chúng rất khác thường. Con đực đôi khi được nhận xét là quá hung hăng đối với các loài động vật khác, sẽ chiến đấu với những con mèo khác bất cứ khi nào nó cảm thấy lãnh thổ của mình đã bị xâm chiếm hoặc chỉ để thể hiện sự thống trị.